# Zevenkamp (Rotterdam)

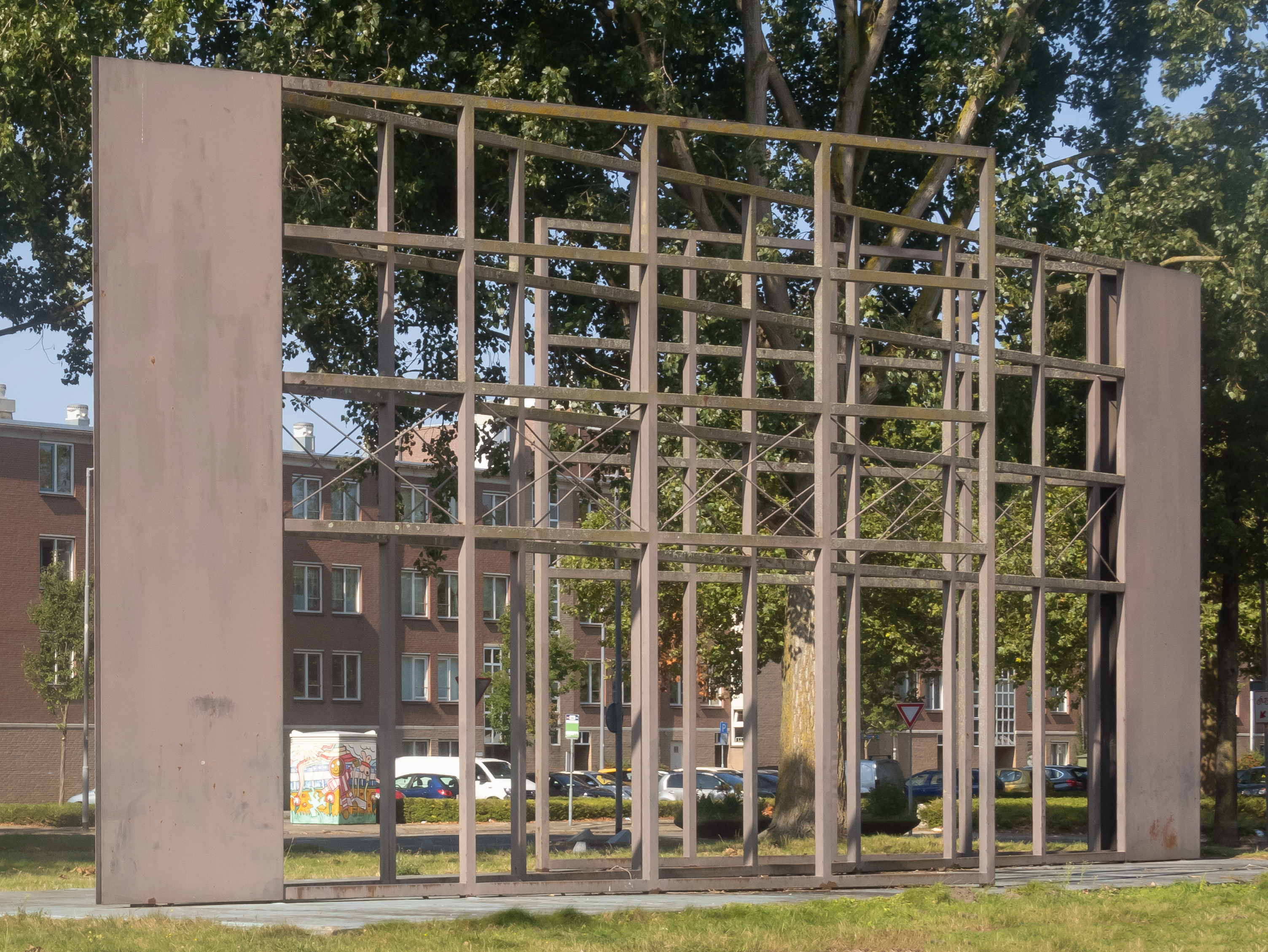
Sculptuur bij het Gemeente Rotterdam Robedrijf

Zevenkamp is een woonwijk in het noordoosten van het Rotterdamse stadsdeel Prins Alexander,    de wijk is voornamelijk bekend om de hoeveelheid groen en recreatie.

## Geschiedenis
Tot diep in de jaren 70 van de twintigste eeuw was de huidige Rotterdamse wijk Zevenkamp niet meer dan een polder. Op dat moment was het zelfs geen Rotterdams grondgebied, maar door een grondruil tussen Rotterdam, Nieuwerkerk aan de IJssel en Zevenhuizen kwam het stuk weiland van ongeveer 220 hectare in 1978 in Rotterdamse handen. De Zevenhuizerplas werd uitgegraven en met de zo verkregen zandgrond werd het polderlandschap opgespoten, waardoor het mogelijk werd om de slappe ondergrond te bebouwen. Op 30 maart 1979 kon dan eindelijk worden begonnen met de bouw van de eerste huizen.

## Ligging
De wijk ligt in de deelgemeente Prins Alexander en wordt omsloten door de buurtschap Oud Verlaat (gemeente Zuidplas), de wijk Nesselande (gemeente Rotterdam), de wijk Schollevaar (gemeente Capelle aan den IJssel) en de wijk Ommoord (gemeente Rotterdam).

## Demografie
De wijk had 16.708 inwoners in 2010.
|             | 1995  | 2000  | 2005  | 2010  |
| ----------- | ----- | ----- | ----- | ----- |
| Autochtonen | 76,2% | 71,7% | 65,6% | 62,0% |
| Allochtonen | 23,8% | 28,3% | 34,4% | 38,0% |
| Surinamers  | 9,0%  | 10,7% | 12,3% | 13,0% |
| Antillianen | 1,7%  | 1,7%  | 2,1%  | 3,0%  |
| Turken      | 0,4%  | 0,9%  | 1,5%  | 2,0%  |
| Marokkanen  | 0,5%  | 0,9%  | 1,8%  | 3,0%  |

## Voorzieningen

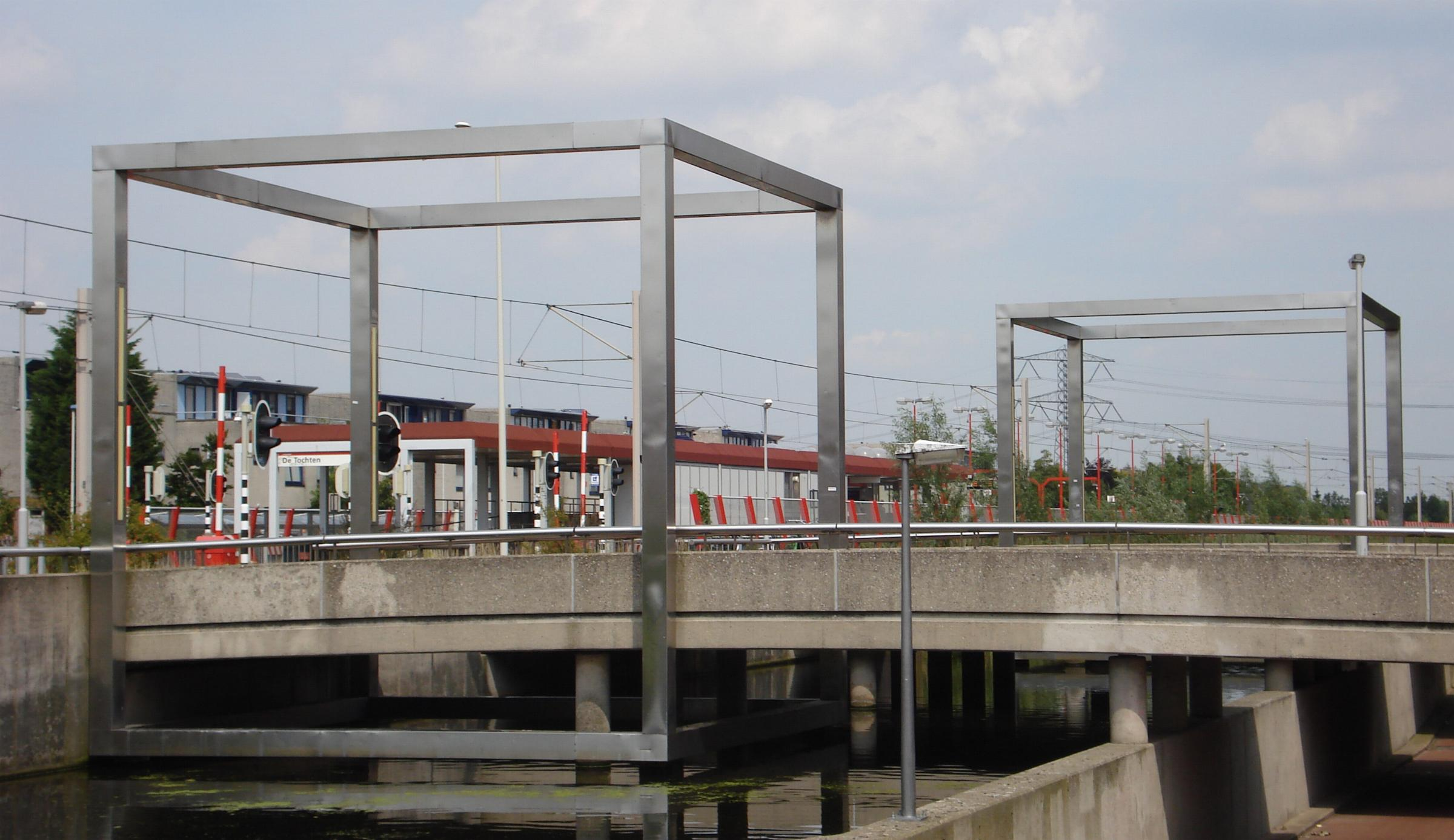
Kunstwerk Stalen kubussen langs de Tochtenweg.

Zevenkamp telt twee winkelcentra, Ambachtsland (het grootste) en Nieuw Verlaat. Deze voorzieningen zijn gelegen aan de metrohaltes van dezelfde naam. In de wijk zijn verschillende voorzieningen voor jong en oud zoals het Wollefoppenpark, speeltuin Taka Tuka Land en volkstuinen in het noorden van de wijk. Nabij winkelcentrum Ambachtsland bevindt zich het Recreatiecentrum Zevenkampse Ring met een sporthal en een zwembad.
In 2012 ontstond onrust onder de bewoners vanwege de plotselinge sluiting van het enige postagentschap in de wijk. Na protesten werd op dezelfde locatie een nieuw agentschap gevestigd. In 2013 werd vervolgens het wijkcentrum opgeheven.

### Sportpark
In het westen van de wijk is het Sportpark Faas Wilkes gelegen. Hier speelt de amateurvoetbalvereniging XerxesDZB, ontstaan uit een fusie tussen de vroegere profclub RFC Xerxes en De Zevenkampse Boys.

### Openbaar vervoer

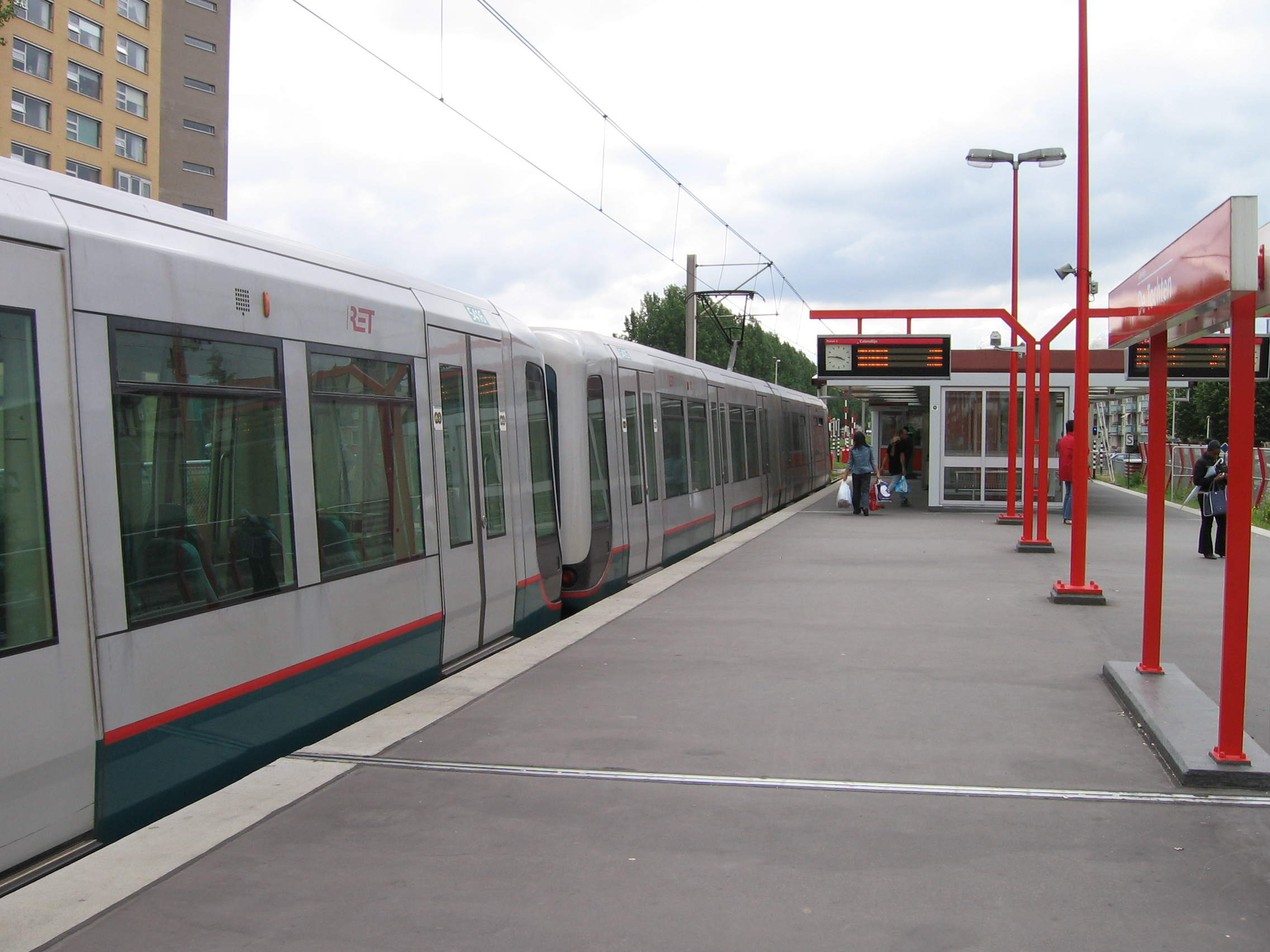
Metrostation De Tochten

Sinds 24 april 1984 rijdt de metro/sneltram dwars door Zevenkamp en is in 2005 als volwaardige metro doorgetrokken naar de wijk Nesselande. Zevenkamp telt drie bovengrondse metrostations. Vanaf Ommoord:
- Nieuw Verlaat
- Ambachtsland
- De Tochten

Tot de opheffing van de lijn op 12 december 2010 reed RET-spitsbus 28 via Zevenkamp tussen Station Rotterdam Alexander en het centrum van Capelle aan den IJssel. Daarna kwam RET-stadsbus 29 (Station Rotterdam Alexander - busstation Krimpen aan den IJssel) door Zevenkamp, tot ook deze dienst, op 11 december 2011, werd beëindigd.